# Torre Antoni
La Torre Antoni és un edifici del municipi de Castelldefels (Baix Llobregat) declarat bé cultural d'interès nacional.

## Descripció
És una torre de defensa, a la cruïlla entre dos carrers, amb planta quadrada i coronament d'arquets. S'accedeix pel primer pis mitjançant un pont tancat recolzat en un arc carpanell que el comunica amb el mas veí Cal Garrofer; aquest pont es va fer en un moment posterior a la construcció de la torre com indica un matacà defensiu damunt l'accés. La coberta és a quatre vessants. A la façana nord-est hi ha una inscripció molt malmesa que sembla dir: "IHS. EN L'ANY 1558 ANTONI A... ? ... NNE FEIA FE...
Una inscripció a la torre permet llegir la data de 1558 i el nom del seu promotor ("...Antoni...").